# Костомаров, Никита Павлович
Никита Павлович Костомаров (бел. Мікіта Паўлавіч Кастамараў; род. 29 июня 1999, Витебск) — белорусский футболист, защитник клуба «Макслайн».

## Клубная карьера

### «Витебск»

#### Аренда в «Нафтан»
Воспитанник футбольной академии белорусского клуба «Витебск». В 2015 году футболист стал выступать за дублирующий состав витебского клуба. В следующем сезоне закрепился в составе дублирующей команды, где стал одним из основных игроков. В марте 2018 года футболист на правах арендного соглашения присоединился к новополоцкому «Нафтану». Дебютировал за клуб 7 апреля 2018 года в матче против «Энергетика-БГУ», выйдя в стартовом составе и отыграв все 90 минут. Футболист сразу же стал ключевым игроком в основной команде новополоцкого клуба. Дебютный гол забил 30 июня 2018 года в матче против «Сморгони». За сезон провёл за клуб 18 матчей во всех турнирах, отличившись забитым голом. По окончании арендного соглашения покинул клуб.

#### Аренда в «Оршу»
В апреле 2019 года футболист на правах арендного соглашения перешёл в «Оршу». Дебютировал за клуб 8 июля 2019 года в матче против «Смолевичей», выйдя на замену на 18 минуте. Затем футболист сразу же закрепился в основной команде оршанского клуба. По итогу сезона провёл за клуб 22 матча по всех турнирах, в которых результативными действиями не отличился. По окончании арендного соглашения покинул клуб.

#### Возвращение в «Витебск»
В январе 2020 года, вернувшись из аренды, начал тренировки с «Витебском». Начало сезона пропустил из-за травмы, вернувшись в распоряжение клуба в июне 2020 года, где начал выступать в дублирующем составе. Дебютировал за клуб 4 июля 2020 года в матче Высшей лиги против «Городеи», где футболист вышел на поле в стартовом составе. Оставшуюся часть сезона провёл на скамейке запасных и выступал за дубль.

#### Аренда в «Нафтан»
В апреле 2021 года был отдан в аренду новополоцкому «Нафтану». Первый матч за клуб сыграл 17 апреля 2021 года против «Барановичей», выйдя на замену на 81 минуте, также отличившись первым в сезоне забитым голом. Затем футболист закрепился в стартовом составе клуба. За сезон футболист отличился 3 забитыми голами и результативной передачей. По окончании арендного соглашения покинул клуб.
В январе 2022 года витебский клуб продлил с футболистом контракт. В марте 2022 года «Нафтан» продлил аренду игрока ещё на сезон. Первый матч за клуб сыграл 7 мая 2022 года против «Орши», выйдя на замену на 82 минуте. Сыграл за клуб в 9 матчах за первую половину сезона. В июле 2022 года был отозван витебским клубом из аренды.

#### Возвращение в «Витебск»
Первый матч в сезоне за «Витебск» сыграл 30 июля 2022 года в матче Кубка Белоруссии против брестского «Динамо». Первый матч в рамках Высшей лиги сыграл 5 августа 2022 года против «Энергетика-БГУ», выйдя на поле в стартовом составе. Футболист быстро стал одним из ключевых игроков клуба. Однако по итогу сезона занял последнее место в турнирной таблице и вылетел в Первую лигу.

#### Сезон 2023
В декабре 2022 года тренировался с основной командой «Витебска». В январе 2023 года футболист продлил контракт с клубом. Новый сезон начал 5 марта 2023 года в матче Кубка Белоруссии против гродненского «Немана». Выбыл с розыгрыша Кубка Белоруссии проиграв в ответном четвертьфинальном матче 12 марта 2023 года гродненскому клубу. Первый матч в чемпионате сыграл 8 апреля 2023 года против клуба «Жодино-Южное». Дебютный гол за клуб забил 15 апреля 2023 года в матче против «Нивы». По итогу сезона футболист вместе с клубом стал бронзовым призёром Первой лиги, отправившись в стыковые матчи за право получить повышение в Высшую лигу. По итогу стыковых матчей футболист вместе с клубом победил «Энергетик-БГУ» и получил повышение в классе. В январе 2024 года футболист покинул клуб.

### «Макслайн»
В январе 2024 года появилась информация, что футболист может перейти в «Макслайн». В феврале 2024 года футболист официально присоединился к «Макслайну», подписав контракт до конца сезона. Дебютировал за клуб футболист 7 апреля 2024 года в матче против гомельского «Локомотива», выйдя на поле в стартовом составе.

### Статистика
| Сезон | Дивизион | Клуб    | Страна        | Матчи | Голы |
| ----- | -------- | ------- | ------------- | ----- | ---- |
| 2015  | Д1       | Витебск | Флаг Беларуси | 4     | 0    |
| 2016  | Д1       | Витебск | Флаг Беларуси | 13    | 1    |
| 2017  | дубль    | Витебск | Флаг Беларуси | 22    | 0    |
| 2018  | Д2       | Нафтан  | Флаг Беларуси | 16    | 1    |
| 2019  | Д2       | Орша    | Флаг Беларуси | 21    | 0    |
| 2020  | Д1       | Витебск | Флаг Беларуси | 1     | 0    |
| 2021  | Д2       | Нафтан  | Флаг Беларуси | 33    | 3    |
| 2022  | Д2       | Нафтан  | Флаг Беларуси | 8     | 0    |